# Halcyon smyrnensis
El alción de Esmirna (Halcyon smyrnensis) es una especie de ave coraciforme de la familia Halcyonidae que vive en el sur de Asia. Es un ave sedentaria en la mayor parte de su área de distribución aunque algunas poblaciones realizan desplazamientos cortos. Suelen encuentranse a bastante distancia del agua donde se alimenta de una gran variedad de pequeños reptiles, anfíbios, cangrejos, pequeños roedores e incluso aves. 

## Descripción

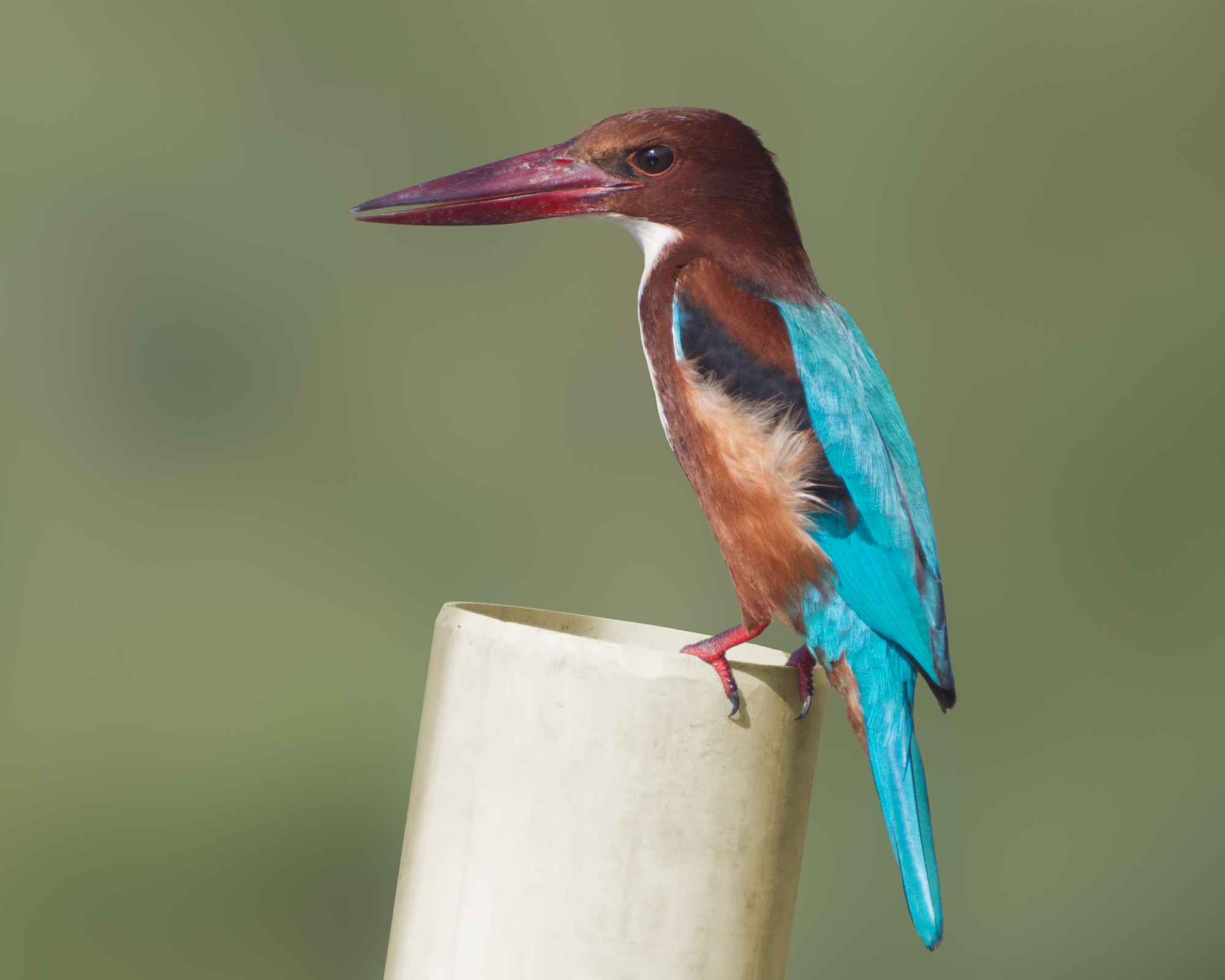
Adulto en Tailandia.

Variaciones geográficas del plumaje.

El alción de Esmirna mide alrededor de 28 cm de largo. Los adultos tiene la espalda, alas y cola de color azul brillante. Su cabeza, hombros, flancos y vientre son de color marrón, y su garganta y pecho son blancos. Su gran pico y patas son rojos. En vuelo se hacen visibles grandes manchas blancas en las alas azul y negro. En vuelo son rápidos y directos, y sus alas cortas zumban. Ambos sexos son similares, aunque los juveniles son una versión de tonos apagados de los adultos.
Esta especie forma parte de una superespecie junto al alción de Java y la mayoría de las obras especializadas reconocen cuatro subespecies. Presentan variaciones geográficas de talla, amplitud de la mancha blanca frontal, el tono azul de su manto que es más verdoso en smyrnensis y fusca y más azulado o purpúreo en saturatior.
- H. s. smyrnensis (Linnaeus, 1758) se encuentra en Turquía, la mitad norte de Israel,[4] Egipto, Irak, Pakistán, Afganistán, la India noroccidental, China y Taiwán.
- H. s. fusca (Boddaert, 1783) e encuentra en el sur de India, Sri Lanka, sur de China y sudeste asiático, es ligeramente menor, más azul y con las partes inferiores de un marrón más oscuro que la especie nominal. Las poblaciones desde Birmania hasta las islas mayores de la Sonda, de menor tamaño y con las partes inferiores más claras, se consideraba que pertenecían a la subespecie perpulchra pero en la actualidad se han incorporado a fusca.[5] Las poblaciones del sur de China y Taiwán a veces se tratan como la subespecie fokiensis.
- H. s. saturatior (Hume, 1874) se encuentra en las islas Andamán, es de mayor tamaño y con partes inferiores más oscuras.
- H. s. gularis (Kuhl, 1820) localizada en las Filipinas, solo tiene el frontal del cuello y la garganta blancos.

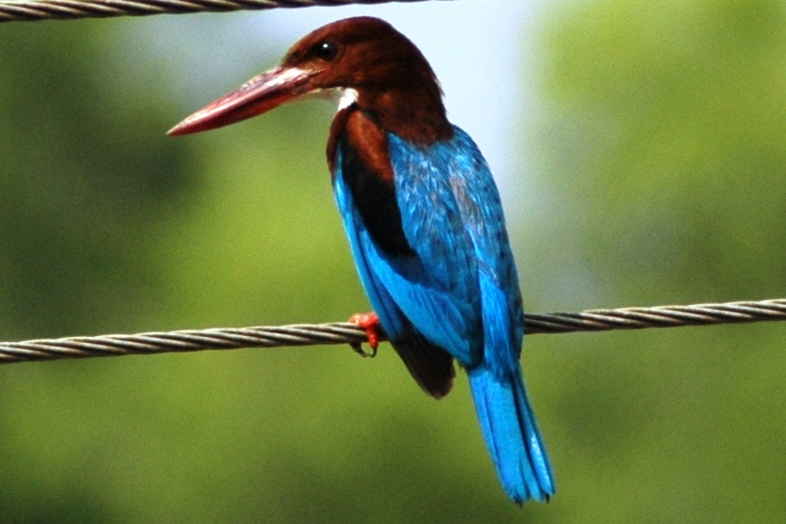
Espalda de un ejemplar del sur de la India.

Su canto se parece una risotada de tipo chake-ake-ake-ake-ake. Son especialmente ruidosos en la estación de cría.

## Distribución y hábitat

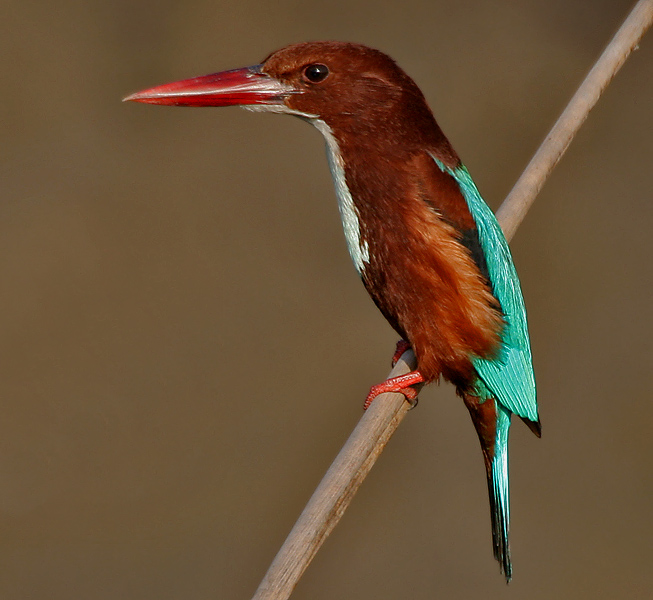
Individuo en el norte de la India.

Se extiende desde oriente próximo hasta las Filipinas, ocupando la mayor parte del sur de Asia. Es un ave sedentaria en la mayor parte de su área de distribución aunque algunas poblaciones son parcialmente migratorias, especialmente durante la época de los monzones. Algunos individuos divagantes alcanzan Europa, llegando hasta Bulgaria.
El alción de Esmirna es una especie común que habita en gran variedad de hábitats, principalmente en zonas llanas y abiertas (aunque se les ha observado hasta los 2300 m de altitud en el Himalaya)) con árboles u otros lugares que usar como atalaya.
El alción de Esmirna está muy extendido y sus poblaciones no están amenazadas. Se ha medido una densidad media de 4,58 individuos por km² en los manglares de Sundarbans.

## Comportamiento

### Alimentación
Suelen encaramarse en ramas, cables y otros posaderos expuestos de su territorio, por lo que fácil de ver en toda Asia. Esta especie caza principalmente grandes crustáceos, insectos, lombrices, roedores, serpientes, peces y ranas. También se ha registrado que atrapan pequeñas aves como el anteojitos oriental, pollos de avefría india, gorriones y capuchinos. Los juveniles se alimentan principalmente de invertebrados. En cautividad se ha observado que rara vez beben agua aunque se bañan con regularidad.

### Reproducción

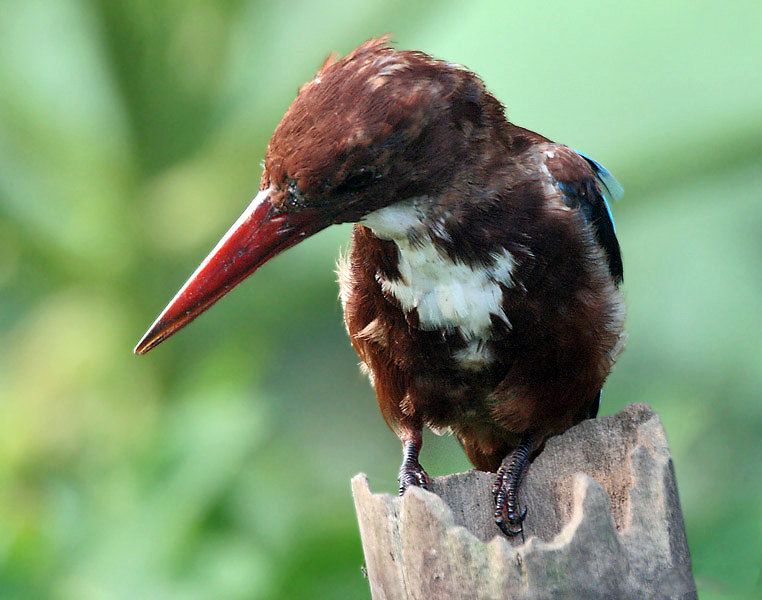
Inmaduro mostrando su pechera blanca (Kolkata, India)

El alción de Esmirna empieza su época de cría a comienzos de los monzones. Los machos se posan en lugares elevados de su territorio y canta al amanecer. En su exhibición de cortejo suele agitar la cola y desplegar las alas agitándolas mostrando las manchas blancas. También alzan su pico y muestran su garganta y frente. En respuesta responde invitándolo con una llamada larga y prolongada a modo de kit-kit-kit.... Construyen su nido en un túnel (de unos 50 cm de largo, aunque se han registrado nidos de casi un metro)) situado en taludes de tierra. Ambos miembros de la pareja se encargan de cavar el nido con sus picos. También se han encontrado túneles de nidos en pilas de heno. La puesta generalmente suele constar de 4-7 huevos blancos y redondeados. Los huevos tardan en eclosionar entre 20 y 22 días y los pollos se desarrollan en otros 19 días.

### Mortalidad
Por su rápido vuelo y su poderoso pico estas aves tienen pocos depredadores, cuando están sanos en ocasionalmente son cazados por los milanos negros, y por los cuervos picudos si están enfermos o heridos. Algún individuo se ha encontrado con su pico atrapado en el troco de un árbol posiblemente por un accidente persiguiendo una presa. Además se han registrado unos pocos parásitos.
En el siglo XIX estas aves se cazaban por sus brillantes plumas que se usaban para adornar sombreros.